# Aïn el Baguess
 (avril 2020).
Aïn el Baguess est une source située dans la province d'El Bayadh en Algérie, à 500 km au sud-ouest d’Alger. 
Cette source est localisée à 1 502 mètres d’altitude, sur un terrain avec peu ou pas de végétation, vallonné au sud-est et plat au nord-ouest et peu peuplé avec environ 2 habitants au kilomètre carré. Le point le plus élevé à proximité est à 1 749 mètres d'altitude à 1,2 km au sud-est d'Aïn el Baguess. 
Le climat est désertique et froid. La température moyenne annuelle dans le secteur est de 18 °C. Le mois le plus chaud est juillet avec une température moyenne de 30 °C et le plus froid décembre avec 6 °C. Les précipitations annuelles moyennes sont de 318 millimètres. Le mois le plus humide est novembre avec 91 mm de précipitations en moyenne et le plus sec juin avec 5 mm de précipitations.